# Czernichów (gmina w województwie śląskim)
Czernichów – gmina wiejska w województwie śląskim, w powiecie żywieckim. W latach 1975–1998 gmina położona była w województwie bielskim. Leży na terenie Beskidu Małego, nad malowniczymi przełomami Soły.
W skład gminy wchodzą cztery sołectwa: Czernichów, Tresna, Międzybrodzie Bialskie i Międzybrodzie Żywieckie.
Siedziba Urzędu Gminy Czernichów mieści się w Tresnej.
Według danych z 30 czerwca 2004 gminę zamieszkiwały 6483 osoby.
Na terenie gminy funkcjonuje lotnisko Żar.

## Struktura powierzchni
Według danych z roku 2002 gmina Czernichów ma obszar 56,26 km², w tym:
- użytki rolne: 22%
- użytki leśne: 61%

Gmina stanowi 5,41% powierzchni powiatu.

## Demografia

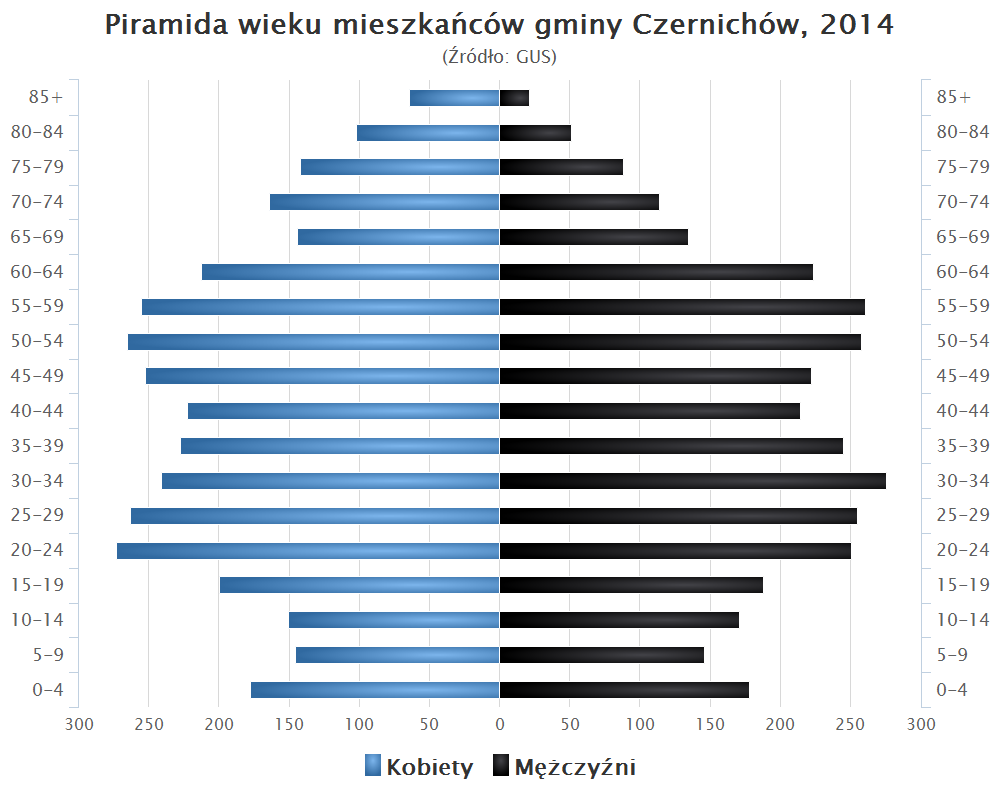
Piramida wieku mieszkańców gminy Czernichów w 2014 roku

Dane z 30 czerwca 2004:
| Opis                              | Ogółem | Ogółem | Kobiety | Kobiety | Mężczyźni | Mężczyźni |
| --------------------------------- | ------ | ------ | ------- | ------- | --------- | --------- |
| jednostka                         | osób   | %      | osób    | %       | osób      | %         |
| populacja                         | 6483   | 100    | 3320    | 51,2    | 3163      | 48,8      |
| gęstość zaludnienia (mieszk./km²) | 115,2  | 115,2  | 59      | 59      | 56,2      | 56,2      |

## Sołectwa
| Sołectwo                 | Powierzchnia | Ludność | Gęstość zaludnienia (os./km²) |
| ------------------------ | ------------ | ------- | ----------------------------- |
| Czernichów (wieś gminna) | 788          | 1111    | 141                           |
| Międzybrodzie Bialskie   | 3095         | 3330    | 107,6                         |
| Międzybrodzie Żywieckie  | 1003         | 1463    | 145,9                         |
| Tresna                   | 734          | 762     | 103,8                         |

## Sąsiednie gminy
Bielsko-Biała, Kozy, Łękawica, Łodygowice, Porąbka, Wilkowice, Żywiec